# Tupac Yupanqui
Túpac Yupanqui (Tupaq Inka Yupanki) († Chinchero, 1493.), bio je deseti vladar (Sapa Inka) Carstva Inka; vladao (1471. – 1493.). Naslijedio je svog oca, Pachacuteca, s kojim je zajedno upravljao vjerojatno u dobi od 15-20 godina starosti. Poslije smrti svoga oca, preuzima apsolutnu vlast. U tom trenutku bio je oko 30 godina star.
Tijekom svoje vladavine vodio je osvajačke ratove, na osvojenim područjima bi uspostavljao mir, a interesirala su ga i otkrića. Zvali su ga ”Putujući Inka”',  jer je često i dugo izbivao iz Cusca, odlazeći u mjesta poput Mangareve, Rapa Nui, el Paso del Chacao pa još i dalje. osnivajući grad Quito.
Kao glavnu suprugu oženio je sestru svoga oca Mama Ocllo. Iza sebe je ostavio veće potomstvo koje su izrodile njegove konkubine i druge žene.
Túpac Yupanqui je umro u Chincheru, možda otrovan od svoje supruge Chuqui Ocllo. Naslijedio ga je sin Huayna Cápac.
| Prethodnik Pachacutec | Kralj Inka carstva 1471. - 1493. | Nasljednik Huayna Cápac |

## Vanjske poveznice
- El pasado precolombino del pueblo Mapuche  Arhivirana inačica izvorne stranice od 9. ožujka 2009. (Wayback Machine)
- El navegante de la historia
- Marta Blanco, El Inca Garcilaso de la Vega, un Indio antártico (1539-1616)  Arhivirana inačica izvorne stranice od 29. listopada 2007. (Wayback Machine)